# 6715 Sheldonmarks
A 6715 Sheldonmarks (ideiglenes jelöléssel 1990 QS1) a Naprendszer kisbolygóövében található aszteroida. Henry E. Holt és David H. Levy fedezte fel 1990. augusztus 22-én.